# تیم ملی فوتبال جمهوری ایرلند
تیم ملی فوتبال جمهوری ایرلند زیر نظر اتحادیه فوتبال ایرلند فعالیت می‌کند و نماینده جمهوری ایرلند در مسابقات بین‌المللی فوتبال محسوب می‌شود. این تیم در واپسین رده‌بندی جهانی فیفا در رتبه ۳۱ام جهان قرار دارد. این تیم در جام‌های جهانی ۱۹۹۰ ایتالیا ، ۱۹۹۴ ایالات متحده و  ۲۰۰۲ ژاپن–کرهٔ‌جنوبی حضور داشته‌است.

## ورزشگاه
جمهوری ایرلند بازی‌های ملی خود را در ورزشگاه آویوا شهر دوبلین برگزار می‌کند.

## پیوند به بیرون

## مربیان اخیر

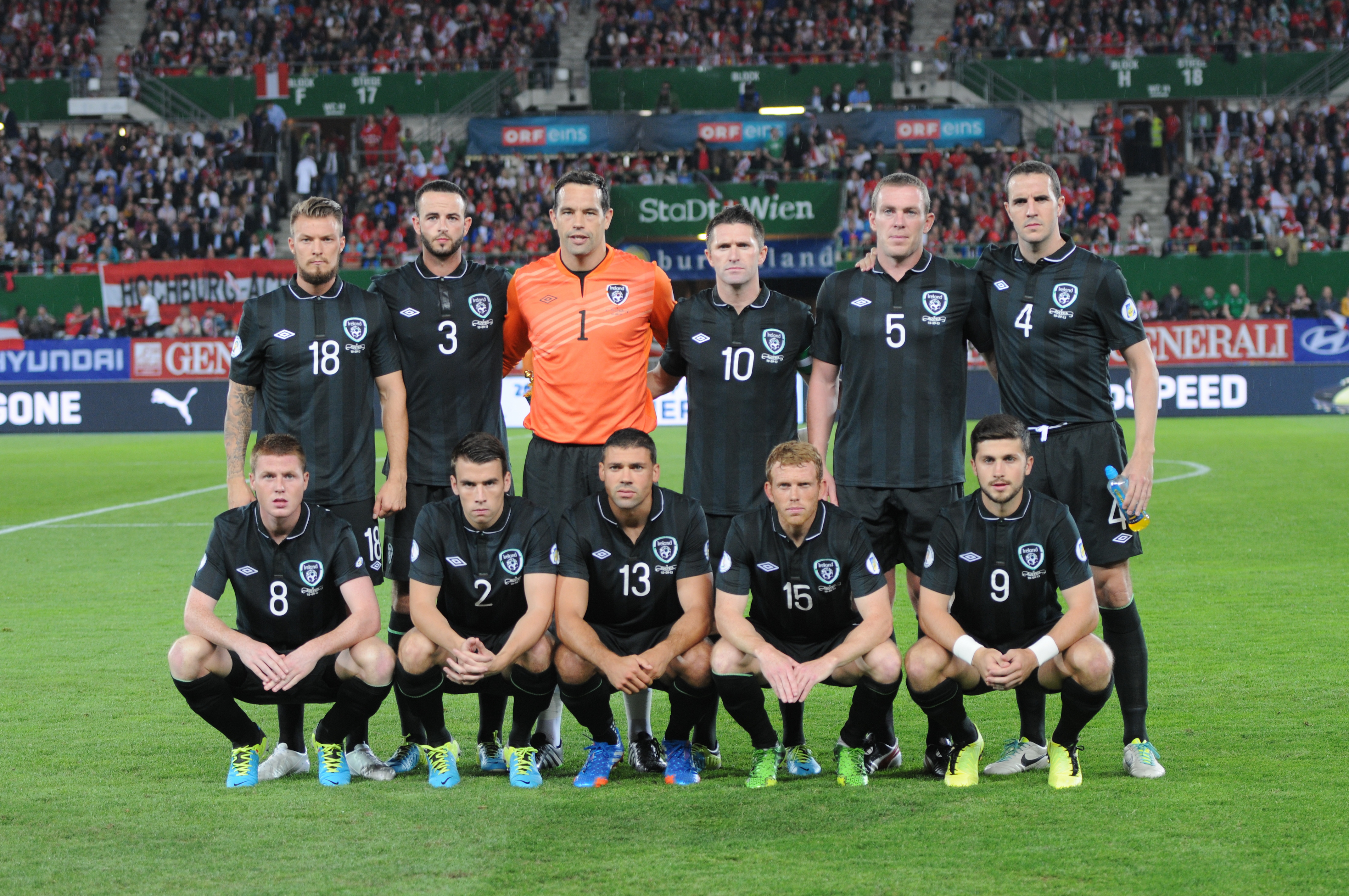
در سال ۲۰۱۳

- استیو استانتون ۲۰۰۶–۲۰۰۷
- جیوانی تراپاتونی ۲۰۰۸–۲۰۱۳
- نول کینگ         ۲۰۱۳
- مارتین اونیل  ۲۰۱۳–تاکنون

## بازیکنان برجسته
- روی کین
- استیو استانتون
- شی گیون
- رابی کین
- دیمین داف

## مقالات وابسته
- تیم ملی فوتبال زنان جمهوری ایرلند